# La moglie vergine
La moglie vergine è un film del 1975, diretto da Marino Girolami (accreditato come Franco Martinelli).

## Trama
Giovannino e Valentina sono una giovane coppia di sposi che dopo il viaggio di nozze ritornano a casa, nella località di Iseo, sull'omonimo lago. Ad attenderli ci sono lo zio di Giovannino, Federico, un donnaiolo che si fa tutte le donne di casa (e che a suo dire, quando vede un culo non capisce più niente) e la madre di Valentina, sora Lucia, donna all'antica, ferrea e severa. Ma nella vita dei due sposi c'è un problema, Giovannino è impotente e Valentina, che è ancora tristemente vergine, parla del problema a sua madre, che indignata va a parlare con lo zio Federico, quest'ultimo meravigliato da questo fatto, visto che prima del matrimonio Giovannino era come lui, mette in atto piani insieme alle domestiche per far tornare il nipote come prima ma senza riuscirci. Valentina intanto riceve attenzioni dall'avvocato Caldura, che come tutti in paese ha saputo del "problemino" del marito, ma viene rifiutato da Valentina, che anche se stufa di essere vergine vuole essere fedele al marito. A tutta questa situazione si aggiunge anche il fratello di Giovannino, Gianfranco, con la moglie Brigitte, che sono due erotomani e suscitano la grande invidia della povera Valentina. In una notte di pioggia Valentina e il marito litigano e lei scappa di casa ma per fortuna viene salvata da Maurice, un ragazzo francese che la porta al suo campeggio nudista dove fanno l'amore, per la felicità di Valentina. Nel frattempo la madre di Valentina, uscita in barca con Giovannino per cercarla, si rifugia con lui in un vecchio capanno, dove fa l'amore con lui guarendolo. Alla fine finisce tutto per il meglio, con un Giovannino guarito e una Valentina contenta e non più vergine.